# Røgsvagt krudt
Røgsvagt krudt er den form for krudt, som i dag bruges til ammunition. Det er fremstillet af nitrocellulose. Der er tre former for røgsvagt krudt, enkelt-baset, dobbelt-baset og trippel-baset. Enkelt-baset krudt er nitrocellulose, som er granuleret. Dobbelt-baset er nitrocellulose, hvor der er tilføjet op til 50% nitroglycerin. Trippel-baset er ligesom dobbelt-baset, men der er tilføjet noget nitroguanidin. Nitroguanidin gør, at krudtet detonerer meget hurtigt. 
Yderligere inddeles røgsvagt krudt i to typer: stangkrudt og bladkrudt. Bladkrudt anvendes i haglpatroner, og i jagtriffelpatroner anvendes primært stangkrudt. Valget afhænger af producenten.
Røgsvagt krudt er et godt alternativ til sort krudt, da det udvikler op til 6 gange så meget gas som en i vægtmæssig henseende tilsvarende mængde sort krudt, og røgudviklingen er meget svag, deraf navnet.